# Língua massai
O massai (ɔl Maa) é um idioma nilótico oriental falado no sul do Quênia e no norte da Tanzânia pelos massai (cerca de 800.000 indivíduos). A língua tem um parentesco próximo com as outras línguas maa, como o samburu (ou sampur), falado pelos samburus do Quênia central, o chamus, falado ao sul e sudeste do lago Baringo (algumas vezes considerado um dialeto do samburu) e o parakuyu, da Tanzânia. Todos estes povos são ligados historicamente, e todos chamam os seus próprios idiomas de ɔl Maa.

## História
Tribos de caçadores-coletores como os Aasáx (ou Asa) e os Elmolo, que falavam línguas cuchíticas, mais os Mukogodo-Maasai (ou Yaaku), criadores de abelhas, falantes das línguas cuchíticas orientais, foram assimilando por contato a língua e cultura massai. Também foram muito influenciados pelos massai os falantes da língua okiek do norte da Tanzânia e os falantes do kalenjun (língua nilótica meridional).
Já existiu outra língua maa, a do povo Kore, derrotado na década de 1870 pelos Maasai Purko, e que fugiu para o noroeste do Quênia, onde ficou sob cativeiro somali. Foram libertados pelos britânicos já ao final do século XIX, mas já haviam perdido sua língua própria e falam a língua somali. A perda de seus rebanhos os levou à ilha Lamu a partir da década de 1950, onde vivem até hoje.

## Geografia
Os falantes do massai se dividem quase que igualmente entre a Tanzânia e o Quênia.
Na Tanzânia seus falantes são grupos nômades, patriarcais, pastores de gado bovino, ovino e caprino. Dividem-se entre cristãos e animistas. Alguns homens casam com mulheres de outros grupos étnicos.
No Quênia são semi-nômades, e praticam alguma agricultura.
Entre aqueles em que o massai é a primeira língua o índice de alfabetização é de 1%. Porém, entre os que têm o massai como segunda língua, a leitura de Bíblia elevou esse índice a 18%.
Os Baraguyu falam o massai e também a língua suaíli, mas se consideram um grupo étnico separado. Os Kore do Quênia têm a língua somali como seu primeiro idioma.
Os Arusha dessas regiões não são os mesmos daqueles da etnia banta Chaga, que falam língua do grupo bantu. Os pastores Arusha se vestem como os massai, falam a língua massai, enquanto que os que são agricultores casam-se com as mulheres Chaga.

## Dialetos
O maasai pode ter localmente os nomes alternativos de Masai, Maa, Lumbwa, Kimaasai.
Os dialetos da Tanzânia são cerca de 84% lexicamente simétricos aos do Quênia. O dialeto Purko, do Quênia, tem entre 91% e 96% de simetria com os demais dialetos do país, e ainda apresenta simetrias léxicas que variam entre 60 a 89% com os dialetos Baraguyu, Arusha, Samburu, Chamus, Ngasa ou Ongamo (este com a menor simetria).
São os seguintes os dialetos massai, conforme o país:
- Quênia –  Kaputiei, Keekonyokie, Matapo, Laitokitok, Iloodokilani, Damat, Purko, Loitai, Siria, Moitanik (Wuasinkishu), Kore, Arusa (Arusha), Parakuyo (Baraguyu, Kwavi), Kisonko..
- Tanzânia - Arusha (Il-Arusha, L-Arusha), Parakuyo (Baraguyu, Kwavi), Kisonko.

## Fonologia
Como as outras línguas maa, o massai possui harmonia vocálica e apresenta avanço na raiz da língua (advanced tongue root, ATR). Apresenta nove vogais contrastivas, com o /a/ tendo o valor "neutro" de harmonia. Alguns falantes podem produzir as oclusivas sonoras como implosivas, porém muitas vezes esta implosão pode ser leve, ou até inexistente. O tom é extremamente importante na transmissão do significado correto das palavras.
O massai tem 25 consoantes e 9 vogais, que formam os fonemas através dos quais os diferentes dialetos são diferenciados.

### Consoantes
Implosivas:
- b, d, j, g, mb, nd, nj, ng

Explosivas:
- p, t, k, s, sh, c, m, n, ny, ŋ, l, r, rr, y, yy (yi), w, ww (wu)

Nelas nem sempre com toda a clareza consoantes implosivas marcadas/características se trata de sonora,
Como as consoantes implosivas nem sempre são tão distintas entre si, seu som é produzido num movimento solavancado para baixo da laringe, através do qual é gerado um fluxo de ar para dentro. Os sons explosivos do massai correspondem mais ou menos aos seus equivalentes no português. Adicionalmente, o massai faz uma distinção entre o w e o y e seus equivalentes "enfáticos" ww e yy, que são articulados com mais ênfase.

### Vogais
Das nove vocais que pertencem ao massai, além do a neutro estão i, e, o, u e suas variações ɪ, ɛ, ɔ, ʊ. As vogais i, e, o, u levam o traço distintivo [+ATR] (advanced tongue root, avanço na raiz da língua). Com o avanço da raiz da língua (e possivelmente também através do abaixamento da laringe) o espaço na garganta é ampliado e a vocal apresenta uma melhor qualidade sonora. Esta característica peculiar é a base sobre a qual se ergue a harmonia vocálica existente no massai: as palavras são formadas, na teoria, apenas por vogais de uma das categorias. Caso um sufixo seja ligado à palavra, pode ocorrer, em certas circunstâncias, que as vogais da raiz se ajustem de acordo com com as marcações [ATR] sobre o sufixo. O processo não se aplica à vogal a.

### Tom
O massai apresenta dois tons fundamentais - alto e baixo, representados respectivamente como á e à). A combinação de ambos origina um terceiro som, descrescente (â). Assim como em muitas outras línguas tonais, no massai o tom serve, em relação à tonicidade relativa com que cada sílaba é pronunciada, para diferenciar entre diversos significados das palavras e como marcador de determinadas funções gramaticais (como o caso).

## Sintaxe
A ordem das palavras costuma ser "Verbo Sujeito Objeto", embora ela possa variar já que o tom é o indicador mais importante do que é o sujeito e o que é objeto. O que realmente determina a ordem numa oração é a topicidade; assim, a ordem, na maioria das orações, pode ser prevista de acordo com o padrão de estrutura das informações: [Verbo - Mais.Tópico - Menos.Tópico]. Assim, se o objeto for altamente tópico em relação ao período (como por exemplo um pronome na primeira pessoa), e o sujeito menos tópico, o objeto deverá estar depois do verbo e antes do sujeito, na oração.
A língua massai tem apenas duas preposições totalmente gramaticalizadas, porém pode se utilizar de "substantivos relacionais", juntamente com a preposição mais abrangente, para designar idéias locativas mais específicas. Sintagmas nominais podem ser iniciados por um pronome demonstrativo, ou um prefixo que indique gênero ou número, seguido por um substantivo quantificador, ou algum outro substantivo cabeça. Outros possíveis modificadores seguem o substantivo cabeça, incluindo orações possessivas.

## Ortografia
O massai utiliza o alfabeto latino sem F, H, Q, V, X, Z. Apresenta os grupos consonantais MB, ND, NG, NJ, NY, RR, SH, mais WW, YY e o ɲ

## Amostra de Texto
Órè dúó apá ánaa enáyyólo naá órè taá, órè taá náají, órè dúó énaa enapákátá earây, náa káytírríshíákì náají ìnè wwéjì amû órè apá, néetây apá, néetây apá oltuŋánì ojî apá Inkimís.
Tradução
"Pelo que eu sei desde muito tempo, desde o tempo em que havia caça eu posso lembrar de muitas coisas, porque há muito tempo, nesse tempo, havia um homem chamado Inkimis."